# 33319 Kunqu
33319 Kunqu è un asteroide della fascia principale. Scoperto nel 1998, presenta un'orbita caratterizzata da un semiasse maggiore pari a 1,9451575 UA e da un'eccentricità di 0,0997043, inclinata di 23,98774° rispetto all'eclittica.